# Тафилалет
Тафила́лет, Тафила́льт (араб. تفيلالة‎) — географический регион в западной части марокканской Сахары, в который входит несколько оазисов. Относится к провинции Ксар-эс-Сук, центр располагается в городе Эрфуд. Равнина с холмами высотой 500—1000 м расположена в бассейне рек Герис и Зиз, стекающих с Высокого Атласа. С востока находится пустынная равнина Хамада Гир, а на западе — хребет Саго. К оазису идёт дорога через Средний Атлас от города Фес.
Население составляет около 60 тыс. жителей, это как берберы, так и арабы племени Бану-Хилаль. Тафилалет известен своими финиковыми пальмами и тем, что является родиной правящей династии алауитов. Финики здесь культивировал араб Аль-Хесн д-Дахль в XIII веке. Торговля финиками способствовала богатству и могуществу местной династии, что до сих пор заметно по многочисленным аль-касарам и касбам этого  региона.
По климатическим условиям представляет собой субтропическую полупустыню с богатыми слоями подземных вод, благодаря чему в оазисах выращиваются финики, зерновые, фрукты и овощи. Кочевые арабы разводят верблюдов и мелкий рогатый скот.

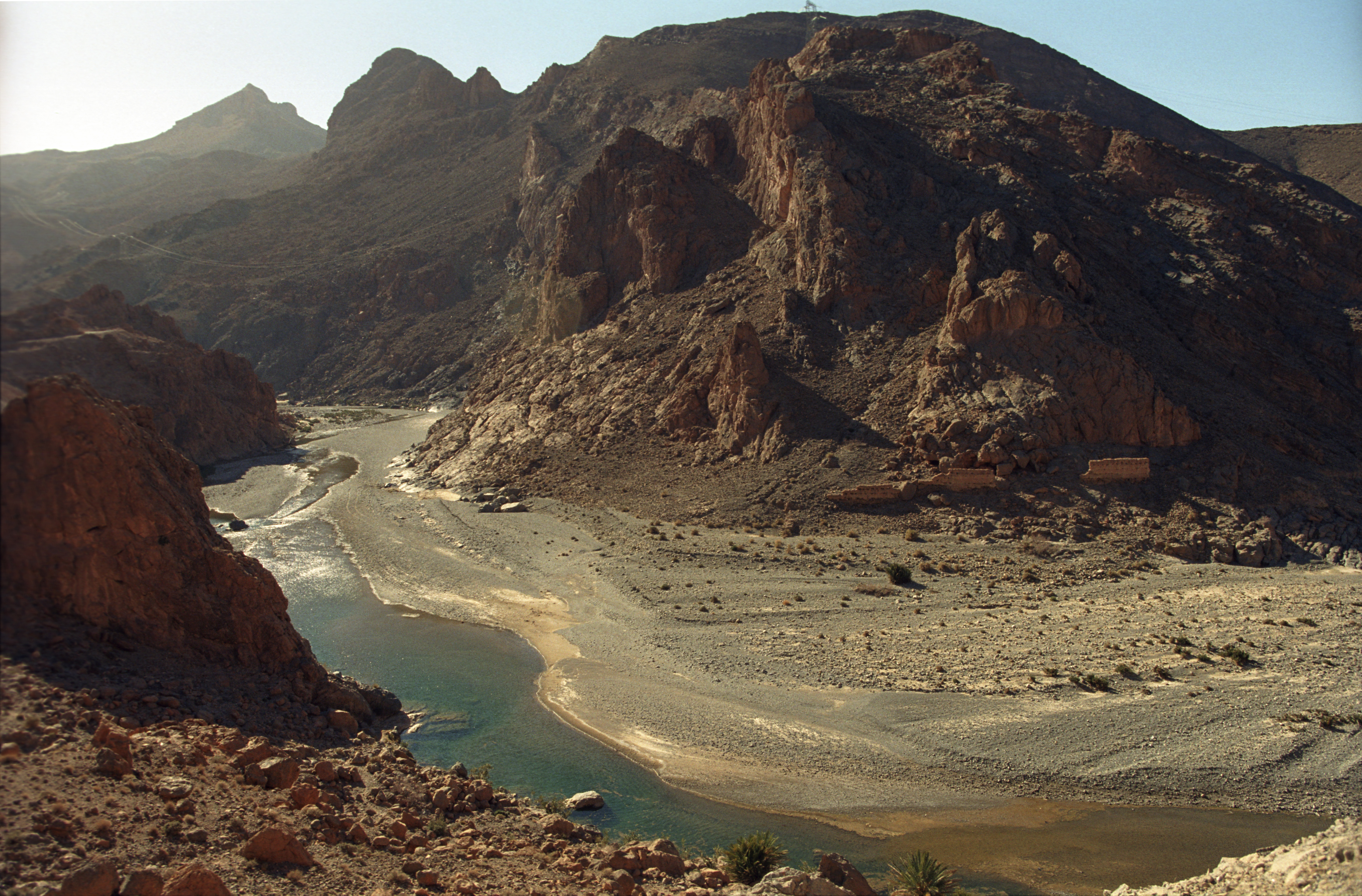
Река Зиз

Город Сиджильмаса, основанный династией Мидраридов в Тафилалете в 757 году, был одним из пунктов на караванном пути от реки Нигер в Танжер, благодаря чему достиг значительного уровня процветания. Позже он был уничтожен, но его руины всё ещё видны вдоль берега реки. Средневековый путешественник Ибн Баттута посетил Сиджильмасу в XIV веке в ходе своего путешествия из Феса в «страну чёрных». В 1818 г. Сиджильмаса была разрушена племенами из конфедерации Аит-Атта. 
Первыми европейцами, посетившими Тафилалет в Новое время, были Рене Калье в 1828 году и Герхард Рольфс в 1864 году.
В 1931 г. здесь велись боевые действия. В них, в составе 5-го Сенегальского полка тиральеров, участвовал младший лейтенант Жак Массю.